# Daemonorops takanensis
Daemonorops takanensis är en enhjärtbladig växtart som beskrevs av Himmah Rustiami.
Daemonorops takanensis ingår i släktet Daemonorops och familjen Arecaceae. Inga underarter finns listade i Catalogue of Life.